# Berg, Neumarkt
Berg là một đô thị thuộc huyện Neumarkt bang Bayern nước Đức